# Comisión Internacional de Diplomática
La Comisión Internacional de Diplomática (en francés, Commission internationale de diplomatique, CID) es una sociedad científica internacional creada en 1971, que forma una comisión interna dentro del Comité Internacional de Ciencias Históricas.

## Historia
Nacida en el seno de los congresos celebrados por el Comité Internacional de Ciencias Históricas, especialmente en el celebrado en Viena en 1965 a propuesta del profesor de la Universidad de Brno, Jindrich Sebanek, que logró el apoyo unánime de los presentes. Unos años más tarde, en la reunión del Congreso Internacional de Ciencias Históricas celebrado en Moscú en 1970, nace el CID que, al año siguiente, en septiembre de 1971 y en Roma, se constituye con la presencia de 43 miembros pertenecientes a 15 países. Entre sus objetivos iniciales estuvo la celebración cada tres años de un Congreso internacional de Diplomática además de reuniones «para el estudio de algunas cuestiones metodológicas relacionadas con la Diplomática.»

## Actividades
El CID reúne a historiadores especializados en la diplomática, es decir el estudio de diplomas y actos escritos, particularmente de la Edad Media y de la época moderna. Su objetivo es promover y coordinar estudios sobre el tema a nivel internacional, en particular mediante reuniones científicas periódicas, publicaciones especializadas y recomendaciones metodológicas. Su actual presidente es Benoît-Michel Tock, profesor de la Universidad de Estrasburgo; la vicepresidencia la ostentan Maria Cristina Almeida e Cunha Alegre e Ignasi Joaquim Baiges Jardí. Está compuesta actualmente por cerca de 80 miembros, incluidos medievalistas como Julia Barrow, Brigitte Bedos-Rezak, Marie Bláhová, Wolfgang Huschner, Theo Kölzer, Smilja Marjanović-Dušanić, Olivier Guyotjeannin o Walter Prevenier o modernistas como Bernard Barbiche u Olivier Poncet.
Organiza regularmente congresos y simposios internacionales, cuyas actas son publicadas, con el objetivo de reunir a especialistas de diferentes países de Europa, y de todo el mundo, para trabajar en torno al tema común que les une. Sus obras son la base fundamental en el origen del Vocabulario Internacional de Diplomacia, editado por María Milagros Cárcel Ortí.

## Publicaciones desde 2000
- Walter Prevenier et Thérèse de Hemptinne (éd.), La Diplomatique urbaine en Europe au Moyen Âge. Actes du Congrès de la Commission internationale de diplomatique, Gand, 25-29 août 1998, Louvain et Apeldoorn, Garant, coll. « Studies in urban social, economic and political history of the medieval and modern Low Countries », 2000 ISBN 90-5350-996-8.
- Walter Prevenier (éd.), Commission internationale de diplomatique 1965-2000, Turnhout, Brepols 2000. ISBN 978-2-503-51115-3.
- Adam J. Kosto et Anders Winroth (ed.), Charters, Cartularies, and Archives. The Preservation and Transmission of Documents in the Medieval West, Proceedings of a Colloquium of the Commission Internationale de Diplomatique (Princeton and New York, 16-18 September 1999), Toronto, Pontifical Institute for Medieval Studies, coll. « Papers in Mediaeval Studies » 17, 2002. ISBN 978-0-88844-817-0.
- Giovanna Nicolaj (a cura di), La diplomatica dei documenti giudiziari (dai placiti agli acta, secc. XII – XV), Città del Vaticano, Ministero per i beni e le attività culturali, coll. « Pubblicazioni degli archivi di stato, Saggi » 83, 2004. ISBN 88-7125-265-9.
- Olivier Guyotjeannin (dir.), La Langue des actes, actes du XIe Congrès international de diplomatique (Troyes, jeudi 11-samedi 13 septembre 2003), Paris, École des chartes, coll. « Elec », 2004.
- Diplomatik im 21. Jahrhundert – Bilanz und Perspektiven, dans Archiv für Diplomatik, no 52, 2006, pp. 233-673, no 53, 2007, pp. 367-417.
- Olivier Guyotjeannin, Laurent Morelle et Silio P. Scalfati (ed.), Les formulaires : compilation et circulation des modèles d’actes dans l’Europe médiévale et moderne. XIIIe congrès de la Commission internationale de diplomatique (Paris, 3-4 septembre 2012), organisé par l’École nationale des chartes et l’École pratique des hautes études, avec le concours du GDR 3177 « Diplomatique » (CNRS) et des Archives nationales, Paris, École des chartes, coll. « Elec », 2016 (2e éd. Prague, 2018). ISBN 978-8024-6383-17.
- Olivier Poncet et Cristina Mantegna (dir.), Les documents du commerce et des marchands entre Moyen Âge et époque moderne (XIIe-XVIIe siècle), Rome, École française de Rome, coll. « Collection de l'École française de Rome » 550, 2018. ISBN 978-2-7283-1316-7.